# Хронічне обструктивне захворювання легень
Хроні́чне обструкти́вне захво́рювання леге́нь (ХОЗЛ) — хронічне захворювання, основним патогенетичним механізмом якого є хронічне обмеження повітряного потоку у дихальних шляхах, спричинене незворотною (або малозворотною) бронхообструкцією внаслідок ремоделювання дихальних шляхів. Це поширене хронічне захворювання, яке характеризується стійкими респіраторними симптомами і обмеженням повітряного потоку через патологічні зміни дихальних шляхів та/чи альвеол, зазвичай спричинені значним ушкоджувальним впливом шкідливих частинок або газів. Хронічне обмеження повітряного потоку, характерне для ХОЗЛ, спричинене комбінацією ураження дрібних дихальних шляхів (бронхів і бронхіол) та руйнування паренхіми легень (емфізема); відносний внесок кожного з чинників варіабельний в різних пацієнтів.

## Актуальність
У дослідженні «Глобальне навантаження на хвороби» повідомляється про поширеність ХОЗЛ понад 251 мільйона випадків у всьому світі в 2016 році. За підрахунками ВООЗ, в 2015 році від цієї хвороби було спричинено 3,17 млн смертей (тобто 5% усіх смертей у світі в тому році). Понад 90% смертей від ХОЗЛ припадає на країни з низьким та середнім рівнем доходу.

## Епідеміологічні дані
У зв'язку з розбіжностями у діагностичних критеріях та відсутністю в значної кількості пацієнтів інструментального підтвердження бронхообструкції методом спірометрії з бронходилятаційним тестом точної статистики поширення ХОЗЛ не існує. Лише у половини хворих на ХОЗЛ діагноз обґрунтований. У середньому 8—22 % дорослих віком від 40 років страждають на ХОЗЛ. За даними ВООЗ у світі нараховується не менше 600 млн хворих на ХОЗЛ. Щороку реєструється понад 3 млн смертельних випадків. Протягом другої половини 20 століття та на початку 21-го відбувається постійне зростання рівня захворюваності на ХОЗЛ, зумовлене забрудненням повітря, поширенням куріння тютюну і старінням населення. ХОЗЛ є найчастішою причиною інвалідизації і летальності серед усіх захворювань респіраторної системи.

## Етіологія
Чинником ризику розвитку ХОЗЛ, за даними деяких дослідників, є низька маса тіла при народженні. За результатами масштабного епідеміологічного дослідження TESAOD, чинником ризику розвитку ХОЗЛ є бронхіальна астма (у хворих на бронхіальну астму ризик розвитку ХОЗЛ у 12 разів вищий, ніж у осіб без неї). Також чинником ризику виникнення ХОЗЛ є туберкульоз. ВІЛ-інфекція може прискорити розвиток емфіземи у курців.

Зовнішні (екзогенні) фактори ризику:
- довготривале тютюнокуріння (є причиною щонайменше 80 % захворюваності на ХОЗЛ);
- вдихання промислових та побутових повітряних полютантів (шкідливі викиди, гази та пари хімічних сполук, продукти згорання палива);
- інфекційні агенти (тяжкі дитячі інфекції, респіраторні інфекції);
- низький соціоекономічний статус (шкідливі звички, скупченість і т. д.).

Внутрішні (ендогенні) фактори ризику:
- генетично зумовлені (спадковий дефіцит альфа-1-антитрипсину);
- гіперреактивність бронхів;
- недорозвиненість легень, вроджені аномалії розвитку бронхіальної стінки.

## Патогенез
У розвитку ХОЗЛ мають значення такі механізми: — хронічне запалення бронхів, паренхіми та судин легень; — дисбаланс протеаз-антипротез в легенях; — дисбаланс оксидантів-антиоксидантів, збільшення оксидантів; — клітини запалення — нейтрофіли, макрофаги, Т-лімфоцити, еозинофіли, епітеліальні клітини; — медіатори запалення — лейкотрієн В4 (LTB4), інтерлейкін-8, фактор некрозу пухлин альфа та інші.
Обмеження дихального повітряного потоку при ХОЗЛ спричинене поєднанням ураження бронхів (обструктивний бронхіт) і руйнуванням паренхіми (емфізема легень), співвідношення яких варіюють індивідуально. Ремоделювання та звуження бронхів, руйнування альвеолярних перетинок, зменшення еластичної віддачі легень спричинює зменшення можливості утримувати дихальні шляхи відкритими під час видиху.
До патофізіологічних механізмів ХОЗЛ належать:
- гіперсекреція слизу;
- дисфункція війчастого епітелію;
- обмеження повітряного потоку в бронхах;
- надмірне здуття легень;
- порушення газообміну;
- легенева гіпертензія;
- легеневе серце.

## Класифікація
Виділяють 4 стадії ХОЗЛ відповідно до ступеня важкості захворювання. В розподілі на стадії враховуються клінічні ознаки хвороби, функціональні характеристики бронхообструктивного синдрому.
- І Легкий ОФВ1 менше 80 % від належних

ОФВ1/ФЖЄЛ < 70 %
Хронічний кашель, виділення харкотиння.
- ІІ Помірний 50 % < ОФВ1 < 80 % від належних

ОФВ1/ФЖЄЛ < 70 %
Симптоми прогресують, з'являється задишка при фізичному навантаженні та під час загострень
- III Тяжкий 30 % < ОФВ1 < 50 % від належних

ОФВ1/ФЖЄЛ < 70 %
Збільшення задишки, повторні загострення, що погіршує якість життя хворих
- IV Дуже тяжкий ОФВ1 < 30 % від належних

Подальше прогресування симптомів, якість життя значно погіршена, загострення можуть загрожувати життю.

## Клінічні прояви
Основною скаргою є хронічний кашель, який буває першим симптомом у розвитку ХОЗЛ і передує задишці. Спочатку він виникає спорадично, з часом турбує щоденно, частіше вдень. Виділення харкотиння зазвичай в невеликій кількості, слизувате. З часом проявляється задишка, прогресуюча, посилюється поступово, експіраторного характеру. Виникає чи погіршується при фізичному навантаженні. Надалі турбує в спокої і значно обмежує життєдіяльність. Найхарактернішими фізикальними ознаками вираженого ХОЗЛ є велика бочкоподібна грудна клітка, участь у акті дихання допоміжної мускулатури, перкуторно — коробочний звук, аускультативно — ослаблене везикулярне дихання, подовжений видих, сухі хрипи.
На пізніх стадіях захворювання з'являються ознаки застійної серцевої недостатності — почастішання серцебиття і надчеревної пульсації правого шлуночка серця, посилюється ціаноз, набухають підшкірні вени шиї, особливо яремна, збільшується печінка, з'являються периферичні набряки.

## Діагностика і диференційний діагноз
При рентгенологічному дослідженні — легені великого об'єму, низьке стояння куполів діафрагми, вузька тінь серця, збільшення ретростернального повітряного простору, іноді визначаються емфізематозні були.
При дослідженні функції зовнішнього дихання найбільш доступними і інформативними показниками для оцінки вираженості обструкції дихальних шляхів, ступеня важкості і прогресування ХОЗЛ є об'єм форсованого видиху за першу секунду (ОФВ1), форсована життєва ємність легень (ФЖЕЛ), та співвідношення ОФВ1/ФЖЛ. У пробах з бронхолітиками (бета-2-агоніст, бронхолітик) визначається ступінь зворотності бронхообструкції.
Лабораторні дослідження при ХОЗЛ мало інформативні. При наявності гнійного компоненту харкотиння можна виявити помірне підвищення ШОЕ, лейкоцитоз, збільшення вмісту в крові сіалових кислот, серомукоїду, появу СРПБ. Харкотиння — гнійне, жовто-зеленого кольору, слизисто-гнійні пробки, багато нейтрофілів.
У розгорнутій стадії хвороби діагноз ХОЗЛ не представляє труднощів, але в початковій фазі захворювання досить важкий. Діагностика базується на ретельному вивченні й інтерпретації факторів ризику, основних скарг, рентгенологічних ознак і, особливо, дослідження функції зовнішнього дихання. Найбільш доступними, інформативними показниками для оцінки вираженості обструкції дихальних шляхів, ступеня важкості і прогресування ХОЗЛ є об'єм форсованого видиху за першу секунду (ОФВ1), форсована життєва ємність легень (ФЖЄЛ), та співвідношення ОФВ1/ФЖЄЛ. Діагностичним критерієм ХОЗЛ є зменшення ОФВ1<80 % від належних в поєднанні з ОФВ1/ФЖЄЛ<70 %, що вказує на неповністю зворотну бронхообструкцію. Показник ОФВ1/ФЖЄЛ є чутливішим на ранній стадії ХОЗЛ. При пізніх стадіях захворювання зростає залишковий об'єм легень в структурі загальної ємності легень (ЗЄЛ) і співвідношення ЗОЛ/ЗЄЛ стає більше 40 %. Для уточнення прогресування ХОЗЛ проводять серійний контроль (моніторинг) ОФВ1. Якщо у здорових щорічне зниження ОФВ1<30 мл, то у хворих ХОЗЛ — 30-60 мл і більше.
У диференціальній діагностиці ХОЗЛ найбільше значення має бронхіальна астма. Для бронхіальної астми характерна спонтанна лабільність клінічних симптомів і бронхіальної прохідності, що виражається у значній добовій варіабельності ОФВ1 та ПОШвид. Виражена зворотність бронхообструкції у відповідь на бета-2-агоністи, а також виражений ефект довготривалої протизапальної терапії глюкокортикостероїдами характерні для БА.
Для туберкульозу легень характерна типова рентгенологічна картина, мікробіологічне підтвердження захворювання.
Діагноз бронхоектатичної хвороби вирішується на основі анамнезу, виділення великої кількості гнійного харкотиння, даних бронхографії, комп'ютерної томографії.

## Лікування
Лікування може полегшити перебіг хвороби, покращити якість життя та зменшити ризик смерті. Воно направлене на зменшення частоти і тяжкості загострення, розвитку ускладнень, покращення фізичної толерантності та якості життя хворого. Основні принципи терапії ХОЗЛ: — поступове нарощування інтенсивності лікування в залежності від ступеня важкості захворювання; — регулярність, постійність базисної терапії.

### Бронходилятаційна терапія
Займає головне місце в симптоматичній терапії ХОЗЛ. Призначається яку регулярно, базисно з метою попередження або зменшення персистуючих симптомів так і «за потребою» для зняття окремих гострих симптомів. Переваги мають інгаляційні форми бронхолітиків.
Існують 3 основних групи названих препаратів:
1. Бета-2-агоністи: короткої дії та пролонговані;
2. антихолінергічні засоби: короткої дії та пролонговані;
3. Метилксантини: короткої дії та пролонговані
Найбільш поширеними серед бета-2-агоністів короткої дії є: вентолін, сальбутамол, фенотерол. Перераховані ліки застосовують інгаляційно 3-4 рази на добу по 2 інгаляції. Дія починається протягом декількох хвилин, досягаючи піку через 15-30 хв і триває 4-6 годин. Пролонговані бета-2-агоністи — серевент (сальметерол) призначають по 1-2 інгаляції двічі на добу кожні 12 годин.
Серед антихолінергічних засобів іпратропіум бромід застосовують по 2 інгаляції 4 рази на добу протягом 1 місяця. Дія розвивається повільно, досягаючи максимуму через 30-60 хв і продовжується 4-6 годин. Перспективним є застосування нового антихолінергічного препарату тривалої дії — спірива (spiriva), що містить 18 мкг тіотропіуму броміду в одній капсулі. Призначають по 1 інгаляційній дозі 1 раз на добу.
Метилксантини — це теофіліни пролонгованої дії, які дозволяють зберегти концентрацію препарату в крові при двократному і навіть однократному режимі дозування. Це ліки І покоління з двократним прийомом: еуфілін 2,4 % — 10 мл; еуфілін СР капсули — 0,3; ретафіліл капсули — 0,3; теодур табл. — 0,3; теобілонг табл. — 0,3; теофілін табл. — 0,3. Теофіліни ІІ покоління з однократним прийомом: еуфілонг капс. — 0,25; 0,5; ділатронг капс. — 0,2; 0,4; тео капс. 1200; 1500; уніфіл табл. — 0,2; 0,4.

### Глюкокортикоїди (ГК)
Рекомендується застосовувати в плановій базисній терапії при ХОЗЛ III-IV ступеня важкості. Переваги мають інгаляційні форми глюкокортикостероїдів. Призначають інгаляційні ГК препарати: — беклометазону дипропіонату: бекломет-50 мкг; бекломет ізихайлер — 200 мкг; бекотид — 50 мкг; беклофорт — 250 мкг; альдецин — 50 мкг; беклазон — 250 мкг; — препарати будесоніду: пульмікорт — 50 мкг; будесонід Мітте — 50 мкг;, будесонід-форте — 200 мкг; — препарат тріамцінолону: азмакорт — 100 мкг; — препарат флунізоліду+інгакорт — 250 мкг; — препарат флютиказону: фліксотид — 25, 50, 125 і 250 мкг.
Для уникнення кандидозу ротової порожнини при застосуванні інгаляційних ГК використовують еліксир. При відсутності або недостатній ефективності інгаляції призначають пероральні ГК системної дії: преднізолон 40-060 мг/добу або полькортолон 32-40 мг/добу по редукованій схемі. Доцільна комбінація: інгаляційні ГК в поєднанні з бета-2-агоністом пролонгованої дії.

### Муколітики
Широке застосування отримали наступні препарати: амброксол (лазолван) довенно, дом'язово в дозі 2 мл (15 мг) 2-3 рази на добу, втабл. По 30 мг 3 рази на добу або в сиропі; бромгексин (бісольвон) в табл. По 8 мг на добу або довенно 2 мл (8 мг) 2 рази на добу; ацетилцистеїн (АЦЦ 200, АЦЦ 600), як відхаркуючі середники настої різних трав: термопсису, іпекакуани, кореня синюхи.
Широко використовують аскорбінову кислоту, вітамін А, біостимулятори (алое, прополіс, препарати женьшеню, пантокрин), антиоксиданти (ревітол, вітамін Е, аевіт, тріовіт, N-ацетилцистеїн).
Питання про необхідність оксигенотерапії у хворих ХОЗЛ вирішується з урахуванням ступеня важкості, клінічних симптомів, повноцінності та ефективності базисної терапії, ступеня дихальної недостатності та кисневого балансу крові. При загостренні ХОЗЛ неінфекційного генезу в поліклінічних умовах: збільшують дозу та/або частоту прийому бронхолітиків, насамперед бета-2-агоністів короткої дії, додають холінолітики, можна дати 40 мг преднізолону (альтернативою можуть бути інгаляційні стероїди у високих дозах із застосуванням спейсера або серетид).

### Антибіотики
При інфекційному загостренні призначаються антибіотики. При відсутності відповіді на лікування в амбулаторних умовах необхідна госпіталізація.

### Протирецидивна терапія
Протирецидивна терапія хворих ХОЗЛ проводиться 2 рази на рік. Вона включає:
- прийом адаптогенів;
- застосування бронходилятаторів і відхаркуючих;
- фізіотерапевтичне лікування, ЛФК, масаж, загартовування;
- санація вогнищ інфекції;
- санаторно-курортне лікування.

## Реабілітація
Ведення ХОЗЛ у стабільному періоді передбачає визначення ступеня важкості захворювання, розробку індивідуального плану лікування відповідно до стадії захворювання, освіту пацієнтів. Лікування має ступеневий характер. І стадія передбачає уникати факторів ризику, проведення протигрипозної вакцинації. При потребі застосовуються бронхолітики короткої дії. При ІІ стадії додається плановий прийом пролонгованих бета-2-агоністів. На III стадії додаються інгаляційні кортикостероїди, а при IV при наявності ХНД — довгострокова оксигенотерапія.
Не дивлячись на те, що ХОЗЛ є прогресуючим захворюванням, правильно підібрана і вчасно призначена терапія та реабілітація може значно уповільнити прогресування бронхообструкції, зменшити частоту і важкість загострень, запобігти розвитку ускладнень і покращити якість життя хворих.